# William de Jesús Ruiz Velásquez
William de Jesús Ruiz Velásquez (ur. 2 października 1942 w Entrerríos, zm. 25 czerwca 2024 w Medelin) – kolumbijski duchowny rzymskokatolicki, w latach 1997-2000 prefekt apostolski Leticia.

## Życiorys
Święcenia kapłańskie przyjął 11 września 1966. 8 lipca 1997 został mianowany prefektem apostolskim Leticia. 23 października 2000 zrezygnował z urzędu.